# ニジトカゲ
ニジトカゲまたはレインボートカゲ（学名: Agama agama）は、サブサハラアフリカの大部分で見られるアガマ科のトカゲである。学名の "Agama" はスラナン語、グベ語群でトカゲを意味する。

## 記述
体長は13から30 cmで、しばしば日中に日光浴している姿が見られる。繁殖期には、オスの頭、首、尾の色は明るい橙色に変化し、体は暗い青色になる。繁殖期以外には、オスの色は地味な茶色である。メスと子供は常に目立たない模様である。岩や壁を登る姿も見られる。主な餌は昆虫である。
オスは縄張りを持ち、小型から中型の縄張りを他の成熟したオスから守る。子供とメスは侵略のない縄張りの中に暮らす。成熟したオス同士が戦う時は、首を激しく縦に振り、仰け反り、側方に飛び跳ね、尾をぶつける。敗者は縄張りから追い出される。繁殖期には、オスはメスを引きつけるために「腕立て伏せ」をする。
種名は、かつては分類の側系統群の集合に対して与えられたが、ミトコンドリアDNAの分析はそれらが個別の種であることを示した。かつて3つの亜種とされていたA. a. africana、A. a. boensis、A. a. mucosoensisは、現在では別々の種と考えられており、A. a. savattieriはA. africanaのシノニムであると考えられている。

## 関連文献
- Spawls, S., et al. (2006). Reptiles and Amphibians of East Africa Princeton: Princeton University Press.